# 耶萊尼亞古拉縣

50°54′13″N 15°43′58″E / 50.90361°N 15.73278°E
耶萊尼亞古拉縣（波蘭語：Powiat jeleniogórski），是波蘭的縣份，位於該國西南部，由下西里西亞省負責管轄，首府設於耶萊尼亞古拉，面積628平方公里，2009年人口63,865，人口密度每平方公里100人。